# Gai Plauci Vennó Hipseu
Gai Plauci Vennó Hipseu (en llatí Caius Plautius Venno Hypsaeus) va ser un magistrat romà. Formava part de la gens Plàucia i era de la família dels Vennó.
Va ser elegit cònsol romà per primera vegada l'any 347 aC. Es recordava el seu consolat per la reducció de l'interès dels préstecs a la vigèsima quarta part de la suma deguda o el 4,16%. Va ser altre cop cònsol el 341 aC durant la guerra contra Privernum i la lliga dels volscs la direcció de la qual li va ser encomanada. Va derrotar els privernats i els va confiscar 2/3 de la seva terra pública. Als volscs els va derrotar i rebutjar, saquejant el seu territori fins a la costa, on va consagrar les armes dels morts a la deessa Luae Matri.